# Incursión en Dunkerque (1800)
La incursión en Dunkerque (1800) del 7 de julio de 1800 fue un ataque de una fuerza de la Marina Real Británica en el fondeadero francés bien defendido de Dunkerque en el Canal de la Mancha durante las Guerras Revolucionarias Francesas. Las fuerzas navales francesas habían sido bloqueadas en sus puertos durante el conflicto, y a menudo el único método para atacarlas era a través de brulote o expediciones de «corte», en las que los barcos llevaban grupos de abordaje al puerto por la noche, capturaban barcos anclados y los sacaban. El ataque a Dunkerque fue una combinación de ambos tipos de operaciones, dirigidas a una poderosa escuadra de fragatas francesas ancladas en el puerto de Dunkerque. El asalto hizo uso de una variedad de armamento experimental, algunos de los cuales fueron probados en combate por primera vez con éxito mixto.
Aunque el asalto de la balandra fuertemente armada HMS Dart resultó exitoso, los buques de fuego lograron poco y varias otras naves británicas involucradas en la operación tuvieron poco efecto en el resultado final. La respuesta francesa fue desorganizada e ineficaz, perdiendo una fragata capturada. Otros tres fueron casi destruidos, solo escaparon cortando sus cables de anclaje y huyendo a los bancos costeros donde encallaron. Aunque las tres fragatas fueron reflotadas y devueltas al servicio, la operación había costado a los franceses grandes bajas. La fuerza británica sufrió pérdidas mínimas, aunque los totales exactos son inciertos. Muchos de los oficiales británicos involucrados fueron muy elogiados y recompensados con ascensos y premios en efectivo.

## Antecedentes
A finales de las Guerras Revolucionarias Francesas (1793-1802), una serie de victorias en el mar aseguraron que la Royal Navy fuera dominante. La Armada francesa en particular había sufrido grandes pérdidas, y en aguas del norte de Europa había sido obligada a regresar a sus propios puertos por los escuadrones de bloqueo británicos. Aunque los grandes puertos eran vigilados por flotas de barcos de línea, los puertos pequeños también tenían sus propios escuadrones de bloqueo, incluidos los puertos franceses poco profundos en el Canal de la Mancha. Estos puertos no podían acomodar barcos de línea, pero estaban bien situados para las fragatas que atacaban el transporte marítimo en aguas británicas cada vez que podían escapar del bloqueo. Uno de esos puertos fue Dunkerque en el Flandes francés, que contenía un escuadrón de cuatro fragatas francesas: la Poursuivante de 44 cañones bajo el mando del comodoro Jean-Joseph Castagnier, la Carmagnole de 40 cañones y la Désirée e Incorruptible de 36 cañones. Dunkerque estaba bien defendida, con baterías de cañones y cañoneras con vistas al puerto. Además, el puerto estaba rodeado de complicados bancos costeros en los que las fragatas podían retirarse si eran atacadas.
El puerto fue vigilado de cerca, se determinó que un ataque de un escuadrón de embarcaciones más pequeñas a las fragatas tenía una posibilidad de éxito y varios barcos recibieron instrucciones de reunirse frente a la costa. El capitán Henry Inman de la fragata HMS Andromeda, tenía el mando general; la fuerza incluía al HMS Nemesis bajo el mando del capitán Thomas Baker y 15 buques más pequeños. La pequeña nave incluía cuatro brulotes, pequeños bergantines diseñados para operar como buques de guerra menores hasta el momento en que se consideraron prescindibles en un ataque a un objetivo anclado, y la balandra HMS Dart bajo el mando del comandante Patrick Campbell. Dart era un barco muy inusual: su tamaño significaba que no estaba clasificado a pesar de que su armamento incluía treinta carronadas de 32 libras. Las carronadas se montaron con un nuevo diseño que minimizó el retroceso y las hizo más rápidas y fáciles de cargar.
El escuadrón se había reunido el 17 de junio de 1800, pero durante diez días los vientos y las mareas impidieron la operación. Los franceses se prepararon para cualquier ataque anclando sus fragatas en una línea que atravesaba el puerto de este a oeste, apoyados por cañoneras que patrullaban el puerto. Los barcos más occidentales estaban posicionados para que pudieran escapar a los canales de Braak Sands si eran objeto de un ataque concertado. Inman sabía que sus barcos más grandes, Andromeda y Nemesis, demostrarían responsabilidades en el estrecho puerto. Ambos permanecieron en alta mar, sus tripulaciones se dispersaron en los barcos más pequeños que liderarían el ataque, incluidos los buques de bomberos HMS Wasp, HMS Falcon, HMS Comet y HMS Rosario, y los bergantines HMS Biter y HMS Boxer, y los barcos contratados Kent, Ann y Vigilant (en los que navegó Inman). Toda la escuadra estaba dirigida por Dart, bajo Campbell, cuyo objetivo era el extremo oriental de la línea francesa, la fragata Désirée.

## Batalla
El escuadrón de Inman entró en el puerto de Dunkerque en la tarde del 7 de julio de 1800, Dart liderando lentamente el camino y el resto del escuadrón navegando en una línea detrás de la balandra fuertemente armada. Inman había tripulado los barcos contratados Vigilant y Nile con levas de los barcos de contrabandistas, y estos hombres actuaron como guías para la fuerza británica. A medianoche, las formas de las fragatas francesas aparecieron de la oscuridad que se avecinaba y Dart pasó gradualmente por su línea, hasta que una lluvia de una de las fragatas exigió saber de dónde había venido Dart. Un oficial francófono respondió «De Bordeaux» («de Burdeos») y luego se le preguntó cuáles eran los pequeños barcos detrás de Dart, a lo que el oficial respondió «Je ne sais pas» («No lo sé»). Aparentemente satisfecho con esta respuesta, no hubo más preguntas de la fragata y Dart continuó su paso hasta que llegó junto a la última fragata francesa más que una. Los vigías de este barco reconocieron la forma del extraño barco que había aparecido fuera de la noche e inmediatamente abrieron fuego, a lo que Dart respondió rápidamente. Campbell sabía que sus pesadas carronadas eran devastadoras a corta distancia, y había ordenado que fueran de doble disparo, lo que significa que cada carronada llevaba el doble del número ordinario de misiles. El efecto fue inmediato, con grandes bajas y graves daños infligidos al buque francés. Las rápidas habilidades de carga de las carronadas permitieron a los 15 cañones de la balandra mantener un fuego constante mientras Dart avanzaba hacia el último barco en línea, Désirée.
Usando un ancla para estabilizar su barco, Campbell colocó Dart junto a la fragata francesa, con sus proas entre los mástiles del barco francés. Esto permitió a un grupo de abordaje dirigido por el teniente James M'Dermeit saltar a bordo de Désirée y expulsar a los franceses de la cubierta de la fragata en combate cuerpo a cuerpo. M'Dermeit fue herido en los combates, y pidió refuerzos mientras los franceses se reagrupaban en la popa del barco. Campbell usó sus anclas para balancear Dart junto a la fragata francesa y un segundo grupo de abordaje bajo el mando del teniente William Isaac Pearce cargado a bordo, enrutando a los refuerzos franceses que emergían de debajo de las cubiertas. Con la cubierta superior asegurada, Pearce cortó los cables del ancla, dirigió a Désirée fuera del puerto y sobre los bancos de arena que estaban siendo expuestos rápidamente por el retroceso de la marea. Con su objetivo capturado, Campbell giró Dart hacia el segundo ataque británico, contra el jefe de la línea francesa.
Mientras Dart y Désirée luchaban en el extremo sur de la línea, los buques de fuego británicos atacaron la furgoneta. Los buques de fuego habían sido despojados de todos los materiales útiles y convertidos en su papel original. Pequeñas tripulaciones de voluntarios prendieron fuego a los buques y los cuatro se hundieron en los tres barcos del norte de Francia con fuego de apoyo proveniente de Dart y los bergantines. Los barcos más pequeños, acompañados por varios barcos de las fragatas británicas fuera del puerto, asistieron a los buques de bomberos y retiraron a sus tripulaciones una vez que se posaron. Aunque los cuatro buques de fuego estaban bien manejados, los franceses estaban preparados para la táctica y el escuadrón cortó sus cables de anclaje y navegó hacia los canales alrededor de Braak Sands. Esta maniobra los llevó más allá de Biter y Boxer y también los expuso al fuego continuo de Dart, pero, a pesar del daño, los tres hicieron la seguridad del canal, en el que los británicos no podían seguir sin temor a la conexión a tierra. Uno de los barcos franceses se atascó durante la marea baja, pero fuera del alcance de los barcos británicos y no sufrió daños graves. Los buques de fuego se desplazaron sin rumbo antes de explotar inútilmente, logrando solo herir a dos marineros británicos cuyo barco estaba demasiado cerca de Comet. Mientras las fragatas y los buques de fuego luchaban, una gran cantidad de pequeñas cañoneras francesas emergieron de Dunkerque y fueron recibidas por los barcos contratados, armados como bergantines. En un fuerte enfrentamiento, los barcos contratados perdieron cuatro heridos, pero contuvieron con éxito a los cañoneros durante la batalla.

## Secuelas
Con sus principales objetivos fuera de su alcance, Inman suspendió el ataque durante la madrugada y retiró sus barcos. Había perdido un hombre muerto y 17 heridos, todos menos seis de estos últimos provenientes de Dart (algunas fuentes solo registran a los hombres heridos en Dart en el total). Las bajas francesas fueron mucho más graves, con más de 100 hombres muertos o heridos, la mayoría en Désirée, que se había llevado la peor parte del ataque de Dart. Reconociendo que no tenía espacio para prisioneros y que muchos de los heridos franceses requerían tratamiento urgente, Inman ordenó que los hombres heridos fueran enviados de regreso a Dunkerque, aunque parece que esta amnistía se extendió posteriormente a todos los prisioneros. Al mediodía del 8 de julio de 1800, la escuadra británica había regresado a su posición frente a la costa, mientras que La Désirée fue enviada a Gran Bretaña, más tarde comisionada en la Royal Navy como HMS Desiree bajo el mando del capitán Inman. El dinero del premio se pagó por la fragata capturada, pero el dinero de la cabeza, un premio hecho para los militares enemigos muertos, heridos o capturados, no se pagó, probablemente debido al regreso de los prisioneros. Por sus servicios, el comandante Campbell y el teniente M'Dermeit fueron promovidos, el primero transfiriéndose de Dart al mucho más pequeño HMS Aridane de sexta clase. Los barcos franceses regresaron de Braak Sand durante la mañana y se realizaron reparaciones en Dunkerque. En 1847, el Almirantazgo otorgó la Medalla de Servicio General Naval con el broche «Captura del Desiree» a todos los reclamantes sobrevivientes de la acción.